# 에른스트 하펠 슈타디온
에른스트 하펠 슈타디온(독일어: Ernst-Happel-Stadion)은 오스트리아 빈에 위치한 경기장이다. 1931년에 개장했으며 수용 인원은 53,008명이다. 개장 당시의 이름은 프라터슈타디온(Praterstadion)이었으며 현재의 경기장 이름은 1992년 오스트리아의 전직 축구 선수 겸 감독인 에른스트 하펠이 사망하자 그를 기념하기 위해 지금과 같은 이름으로 변경한 데서 유래된 이름이다.
오스트리아 축구 국가대표팀의 홈 구장으로 사용되고 있으며 2008년 6월 29일에 열린 스페인과 독일의 UEFA 유로 2008 결승전 경기가 열린 곳으로도 유명하다.

## 기록

### 1934년 FIFA 월드컵 유럽 지역 예선
| 날짜            | 팀 1       | 스코어 | 팀 2     | 라운드 |
| --------------- | ---------- | ------ | -------- | ------ |
| 1934년 4월 25일 | 오스트리아 | 6 - 1  | 불가리아 | 4조    |

### 2002년 FIFA 월드컵 유럽 지역 예선
| 날짜             | 팀 1       | 스코어 | 팀 2                  | 라운드     |
| ---------------- | ---------- | ------ | --------------------- | ---------- |
| 2000년 10월 11일 | 오스트리아 | 1 - 1  | 스페인                | 7조        |
| 2001년 3월 28일  | 오스트리아 | 2 - 1  | 이스라엘              | 7조        |
| 2001년 9월 5일   | 오스트리아 | 2 - 0  | 보스니아 헤르체고비나 | 7조        |
| 2001년 11월 10일 | 오스트리아 | 0 - 1  | 튀르키예              | 플레이오프 |